# Championnats du monde de course en montagne et trail 2022
Navigation
2023
Les championnats du monde de course en montagne et trail 2022 sont une compétition de course en montagne et trail qui se déroule du 3 au 6 novembre 2022 à Chiang Mai en Thaïlande. Il s'agit de la première édition de l'épreuve qui succède aux championnats du monde de course en montagne, aux championnats du monde de course en montagne longue distance ainsi qu'aux championnats du monde de trail. Initialement agendés en novembre 2021, ils sont reportés une première fois en février 2022, puis en novembre 2022 en raison de la pandémie de Covid-19.

## Faits marquants
Athletics Kenya (en) annonce initialement une délégation forte de 24 athlètes dans les épreuves de course en montagne. Pour des raisons financières, seuls trois athlètes de l'équipe autrichienne run2gether sont finalement présents : Patrick Kipngeno, Philemon Kiriago et Joyce Muthoni Njeru. S'étant illustrés en Coupe du monde, ils représentent les meilleures chances de médailles. Patrick Kipngeno et Philemon Kiriago concrétisent cet espoir en réalisant le doublé dans l'épreuve en montée. Ils deviennent les premiers athlètes kényans masculins à remporter des médailles aux championnats du monde de course en montagne. Patrick Kipngeno complète son palmarès avec une médaille d'argent sur l'épreuve en montée et descente. Joyce Muthoni Njeru ne connaît pas le même succès que ses compatriotes masculins. Elle se blesse à la cheville dans la première course et termine à une lointaine 35e place. Elle insiste pour prendre le départ de la seconde épreuve mais doit se résoudre à jeter l'éponge.

## Programme
| Date                | Course                                             | Distance | Dénivelé         |
| ------------------- | -------------------------------------------------- | -------- | ---------------- |
| Jeudi 3 novembre    | Course en montagne en montée                       | 8,5 km   | +1 065 m / -48 m |
| Vendredi 4 novembre | Trail court                                        | 38 km    | +/-2 425 m       |
| Vendredi 4 novembre | Trail long                                         | 78 km    | +/-4 807 m       |
| Samedi 5 novembre   | Course en montagne en montée et descente           | 10,7 km  | +/-475 m         |
| Samedi 5 novembre   | Course en montagne en montée et descente (juniors) | 6,0 km   | +225 m / -240 m  |

## Résultats

### Seniors

#### Montée
L'épreuve de course en montagne en montée se déroule sur un parcours de 8,5 km avec 1 065 m de dénivelé positif. Le Kényan Philemon Kiriago prend le premier les commandes de la course. Son compatriote Patrick Kipngeno le rattrape ensuite et s'envole en tête en deuxième partie de course pour remporter le titre. Il devient le premier athlète kényan masculin à devenir champion du monde de course en montagne. Philemon Kiriago complète le doublé kényan en terminant avec une minute et demi de retard. La troisième marche du podium fait l'objet d'une luttre serrée entre l'Espagnol Alejandro García et le Suisse Joey Hadorn. C'est finalement l'Espagnol qui fait la différence pour six secondes et s'offre le bronze. Avec deux coureurs dans le top 10, l'Italie remporte le classement par équipes devant la Suisse et l'Espagne.
La course féminine voit un petit groupe formé par l'Allemande Hanna Gröber, la Tchèque Tereza Hrochová et l'Autrichienne Andrea Mayr prendre les commandes de la course. À mi-parcours, l'Américaine Allie McLaughlin accélère, suivie par sa compatriote Lauren Gregory. Allie McLaughlin parvient à dépasser le groupe de tête tandis que Lauren Gregory lève le pied. Andrea Mayr et Maude Mathys accélèrent pour suivre l'Américaine qui s'offre le titre devant ses deux poursuivantes. Les États-Unis s'imposent au classement par équipes. La Suisse et le Royaume-Uni se retrouvent à égalité de points mais la différence se fait à l'avantage du Royaume-Uni grâce à la seizième place de Holly Page face à la 25e place de Selina Burch.

##### Courses individuelles
| Rang               | Athlète                   | Pays       | Temps       |
| ------------------ | ------------------------- | ---------- | ----------- |
| Médaille d'or      | Patrick Kipngeno          | Kenya      | 46 min 51 s |
| Médaille d'argent  | Philemon Kiriago          | Kenya      | 48 min 24 s |
| Médaille de bronze | Alejandro García Carrillo | Espagne    | 49 min 3 s  |
| 4                  | Joey Hadorn               | Suisse     | 49 min 9 s  |
| 5                  | Zak Hanna                 | Irlande    | 49 min 32 s |
| 6                  | Joseph Gray               | États-Unis | 49 min 39 s |
| 7                  | Cesare Maestri            | Italie     | 49 min 45 s |
| 8                  | Xavier Chevrier           | Italie     | 50 min 3 s  |

| Rang               | Athlète                  | Pays       | Temps       |
| ------------------ | ------------------------ | ---------- | ----------- |
| Médaille d'or      | Allie McLaughlin         | États-Unis | 55 min 15 s |
| Médaille d'argent  | Andrea Mayr              | Autriche   | 55 min 41 s |
| Médaille de bronze | Maude Mathys             | Suisse     | 56 min 0 s  |
| 4                  | Monica Mădălina Florea   | Roumanie   | 57 min 44 s |
| 5                  | Onditz Iturbe Arginzoniz | Espagne    | 57 min 56 s |
| 6                  | Susanna Saapunki         | Finlande   | 58 min 12 s |
| 7                  | Elisa Sortini            | Italie     | 58 min 42 s |
| 8                  | Christel Dewalle         | France     | 58 min 49 s |

##### Courses par équipes
| Rang               | Pays | Points |
| ------------------ | --- | ------ |
| Médaille d'or      | Italie Cesare Maestri (7e) Xavier Chevrier (8e) Andrea Rostan (17e) Henri Aymonod (28e)                                    | 32     |
| Médaille d'argent  | Suisse Joey Hadorn (4e) Jonas Soldini (12e) Fabian Aebersold (18e) Pascal Buchs (26e)                                      | 34     |
| Médaille de bronze | Espagne Alejandro García Carrillo (3e) Miquel Corbera Rubio (13e) Oriol Cardona Coll (21e) Guillermo Albert Lizandra (36e) | 37     |

| Rang               | Pays                                                                                | Points |
| ------------------ | ----------------------------------------------------------------------------------- | ------ |
| Médaille d'or      | États-Unis Allie McLaughlin (1re) Lauren Gregory (12e) Rachel Tomajczyk (26e)       | 39     |
| Médaille d'argent  | Royaume-Uni Scout Adkin (11e) Ruth Jones (14e) Holly Page (16e) Kate Avery (20e)    | 41     |
| Médaille de bronze | Suisse Maude Mathys (3e) Judith Wyder (13e) Selina Burch (25e) Simone Troxler (32e) | 41     |

#### Montée et descente
L'épreuve de course en montagne en montée se déroule sur un parcours de 11,2 km avec 475 m de dénivelé positif et négatif. Absents de l'épreuve en montée, les coureurs ougandais sonnent la charge et s'emparent de la tête de course, tous groupés. Samuel Kibet dicte le rythme en tête. Le Mexicain Everardo Moreno tente de suivre le groupe en début de course mais finit par lever le pied. Les Kényans Patrick Kipngeno et Philemon Kiriago accélèrent ensuite pour rattraper les Ougandais. Patrick Kipngeno parvient à s'immiscer dans le groupe et se retrouve au coude à coude avec Timothy Toroitich. Samuel Kibet se détache en tête et file vers le titre. Patrick Kipngeno parvient à faire la différence pour s'offrir la médaille d'argent deux jours après son titre sur l'épreuve de montée. Timothy Toroitich complète le podium. Avec Leonard Chemonges quatrième, l'Ouganda domine facilement le classement par équipes. L'Espagne décroche la médaille d'argent pour un point devant l'Italie.
Tout comme leurs homologues masculins, les coureuses ougandaises forment un groupe en tête de course féminine et imposent leur rythme. Seule l'Américaine Allie McLaughlin parvient à les suivre. Rebecca Cheptegei poursuit sa course en tête pour s'offrir le titre. Elle devient la deuxième athlète ougandaise après Stella Chesang à devenir championne du monde de course en montagne. Annet Chemengich Chelangat décroche la médaille d'argent à vingt secondes derrière sa compatriote. Allie McLaughlin complète le podium. Avec l'abandon de Rispa Cherop, l'équipe ougandaise échoue au classement par équipes. La Suisse s'impose devant le Royaume-Uni et les États-Unis.

##### Courses individuelles
| Rang               | Athlète            | Pays    | Temps       |
| ------------------ | ------------------ | ------- | ----------- |
| Médaille d'or      | Samuel Kibet       | Ouganda | 40 min 2 s  |
| Médaille d'argent  | Patrick Kipngeno   | Kenya   | 40 min 12 s |
| Médaille de bronze | Timothy Toroitich  | Ouganda | 40 min 26 s |
| 4                  | Leonard Chemonges  | Ouganda | 40 min 51 s |
| 5                  | Eliud Cherop       | Ouganda | 41 min 27 s |
| 6                  | Andreu Blanes Reig | Espagne | 41 min 31 s |
| 7                  | Alberto Vender     | Italie  | 42 min 26 s |
| 8                  | Oriol Cardona Coll | Espagne | 42 min 44 s |

| Rang               | Athlète                    | Pays        | Temps       |
| ------------------ | -------------------------- | ----------- | ----------- |
| Médaille d'or      | Rebecca Cheptegei          | Ouganda     | 46 min 25 s |
| Médaille d'argent  | Annet Chemengich Chelangat | Ouganda     | 46 min 52 s |
| Médaille de bronze | Allie McLaughlin           | États-Unis  | 48 min 31 s |
| 4                  | Monica Mădălina Florea     | Roumanie    | 49 min 12 s |
| 5                  | Scout Adkin                | Royaume-Uni | 50 min 19 s |
| 6                  | Judith Wyder               | Suisse      | 50 min 36 s |
| 7                  | Hanna Gröber               | Allemagne   | 50 min 49 s |
| 8                  | Holly Page                 | Royaume-Uni | 50 min 52 s |

##### Courses par équipes
| Rang               | Pays | Points |
| ------------------ | --- | ------ |
| Médaille d'or      | Ouganda Samuel Kibet (1er) Timothy Toroitich (3e) Leonard Chemonges (4e) Eliud Cherop (5e)                         | 8      |
| Médaille d'argent  | Espagne Andreu Blanes Reig (6e) Oriol Cardona Coll (8e) Alejandro García Carrillo (15e) Miquel Corbera Rubio (19e) | 29     |
| Médaille de bronze | Italie Alberto Vender (7e) Cesare Maestri (9e) Xavier Chevrier (14e) Daniel Pattis (29e)                           | 30     |

| Rang               | Pays                                                                                          | Points |
| ------------------ | --------------------------------------------------------------------------------------------- | ------ |
| Médaille d'or      | Suisse Judith Wyder (6e) Maude Mathys (13e) Rea Iseli (15e) Selina Burch (54e)                | 34     |
| Médaille d'argent  | Royaume-Uni Scout Adkin (5e) Holly Page (8e) Naomi Lang (25e) Kate Avery (26e)                | 38     |
| Médaille de bronze | États-Unis Allie McLaughlin (3e) Rachel Tomajczyk (19e) Corey Dowe (23e) Samantha Lewis (40e) | 45     |

#### Trail court
L'épreuve de trail court se déroule sur un parcours de 38 km avec 2 400 m de dénivelé positif et négatif. Dans la course masculine, un groupe de quatre hommes formé par Stian Angermund, Francesco Puppi, Jonathan Albon et Max King se détache en tête. Le Norvégien parvient à se distancer de ses adversaires dans la deuxième montée et effectue la course seul en tête pour remporter le titre. Francesco Puppi et Jonathan Albon complètent le podium. Max King est victime de crampes en fin de course et doit lutter face à la remontée du Britannique Kristian Jones pour conserver la quatrième place. Les coureurs italiens réalisent une solide course pour remporter le classement par équipes. Les Français décrochent l'argent pour moins de deux minutes devant le Royaume-Uni,.
La Roumaine Denisa Dragomir s'empare des commandes de la course et dicte le rythme. Elle se voit brièvement doubler par l'Espagnole Núria Gil dans la première descente. Reprenant la tête, Denisa Dragomir maintient son rythme pour remporter le titre. Derrière elle, un petit groupe de poursuivantes se forme, mené par la Tchèque Barbora Macurová et la Suédoise Emilia Brangefält. Barbora Macurová parvient à se détacher pour remporter la médaille d'argent devant la Suédoise. Núria Gil s'accroche pour terminer péniblement à la quatrième place, juste devant sa compatriote Sheila Avilés. Avec Júlia Font dixième, elles remportent facilement le classement par équipes. Le podium est complété par les États-Unis et le Royaume-Uni,.

##### Courses individuelles
| Rang               | Athlète                | Pays        | Temps           |
| ------------------ | ---------------------- | ----------- | --------------- |
| Médaille d'or      | Stian Hovind-Angermund | Norvège     | 3 h 8 min 29 s  |
| Médaille d'argent  | Francesco Puppi        | Italie      | 3 h 11 min 47 s |
| Médaille de bronze | Jonathan Albon         | Royaume-Uni | 3 h 13 min 5 s  |
| 4                  | Max King               | États-Unis  | 3 h 17 min 31 s |
| 5                  | Kristian Jones         | Royaume-Uni | 3 h 17 min 47 s |
| 6                  | Thomas Cardin          | France      | 3 h 19 min 31 s |
| 7                  | Andrea Rota            | Italie      | 3 h 19 min 56 s |
| 8                  | Bogdan Damian          | Roumanie    | 3 h 19 min 59 s |

| Rang               | Athlète                | Pays        | Temps           |
| ------------------ | ---------------------- | ----------- | --------------- |
| Médaille d'or      | Denisa Ionela Dragomir | Roumanie    | 3 h 49 min 23 s |
| Médaille d'argent  | Barbora Macurová       | Tchéquie    | 3 h 51 min 22 s |
| Médaille de bronze | Emilia Brangefält      | Suède       | 3 h 54 min 52 s |
| 4                  | Núria Gil Clapera      | Espagne     | 3 h 56 min 25 s |
| 5                  | Sheila Avilés Castaño  | Espagne     | 3 h 56 min 39 s |
| 6                  | Fabiola Conti          | Italie      | 3 h 57 min 10 s |
| 7                  | Kimber Mattox          | États-Unis  | 3 h 57 min 40 s |
| 8                  | Eleanor Davis          | Royaume-Uni | 3 h 58 min 6 s  |

##### Courses par équipes
| Rang               | Pays | Temps           |
| ------------------ | --- | --------------- |
| Médaille d'or      | Italie Francesco Puppi (3 h 11 min 47 s) Andrea Rota (3 h 19 min 56 s) Cristian Minoggio (3 h 21 min 57 s) Mattia Gianola (3 h 30 min 10 s) Martin Dematteis (3 h 32 min 5 s) Luca Cagnati (4 h 0 min 28 s)    | 9 h 53 min 40 s |
| Médaille d'argent  | France Thomas Cardin (3 h 19 min 31 s) Frédéric Tranchand (3 h 22 min 20 s) Julien Rancon (3 h 42 min 2 s) Timothée Bommier (3 h 27 min 45 s) Kévin Vermeulen (3 h 29 min 39 s) Arnaud Bonin (3 h 40 min 44 s) | 10 h 5 min 53 s |
| Médaille de bronze | Royaume-Uni Jonathan Albon (3 h 13 min 5 s) Kristian Jones (3 h 17 min 47 s) Billy Cartwright (3 h 36 min 26 s) Brennan Townshend (3 h 46 min 48 s) Thomas Adams (3 h 54 min 21 s)                             | 10 h 7 min 18 s |

| Rang               | Pays | Temps            |
| ------------------ | --- | ---------------- |
| Médaille d'or      | Espagne Núria Gil Clapera (3 h 56 min 25 s) Sheila Avilés Castaño (3 h 56 min 39 s) Júlia Font Gómez (4 h 2 min 41 s) Anna Comet Pascua (4 h 12 min 38 s) Virginia Pérez Mesonero (4 h 27 min 23 s) | 11 h 55 min 45 s |
| Médaille d'argent  | États-Unis Kimber Mattox (3 h 57 min 40 s) Ashley Brasovan (4 h 4 min 5 s) Stevie Kremer (4 h 6 min 55 s) Kristina Mascarenas (4 h 18 min 22 s) Michelle Merlis (5 h 7 min 31 s)                    | 12 h 8 min 40 s  |
| Médaille de bronze | Royaume-Uni Eleanor Davis (3 h 58 min 6 s) Sharon Tayor (4 h 1 min 27 s) Nichola Jackson (4 h 10 min 59 s) Catriona Graves (4 h 16 min 21 s)                                                        | 12 h 10 min 32 s |

#### Trail long
L'épreuve de trail long se déroule sur un parcours de 78 km avec 4 807 m de dénivelé positif et négatif. Annoncé parmi les favoris et participant à sa première épreuve internationale, l'Américain Adam Peterman prend un départ prudent et remonte rapidement aux avant-postes aux côtés de l'Italien Andreas Reiterer et de l'Espagnol Aritz Egea. Le Français Nicolas Martin se détache seul en tête. À mi-parcours Adam Peterman rattrape Nicolas Martin et le double pour foncer seul en tête. Andreas Reiterer parvient à se défaire d'Aritz Egea et rattrape également Nicolas Martin. Adam Peterman s'envole littéralement en fin de course et s'impose avec près d'un quart d'heure d'avance sur ses rivaux. Il remporte ainsi son sixième ultra-trail d'affilée en six départs. Nicolas Martin parvient à défendre sa deuxième place devant Andreas Reiterer. Les États-Unis remportent le classement par équipes devant la France et l'Espagne.
Annoncée comme grande favorite, la Française Blandine L'Hirondel voit la Suissesse Emma Pooley prendre un départ rapide. Cette dernière est suivie par la Suédoise Ida Nilsson et finit par lever le pied. Ida Nilsson mène ensuite la première moitié de course. Blandine L'Hirondel s'arrête pour prendre soin de sa cheville et laisse filer la Suédoise en tête. Repartie sur un bon rythme, elle la rattrape à mi-parcours puis s'envole en tête pour remporter son deuxième titre. Ida Nilsson assure la médaille d'argent. Derrière elle, la troisième marche du podium fait l'objet d'une lutte serrée entre Gemma Arenas, Audrey Tanguy, Marion Delespierre et Eszter Csillag. C'est finalement l'Espagnole qui tire son épingle du jeu pour se parer de bronze. Avec trois coureuses dans le top 8, les Françaises remportent haut la main le classement par équipes. L'Espagne et l'Italie complètent le podium.

##### Courses individuelles
| Rang               | Athlète                      | Pays       | Temps           |
| ------------------ | ---------------------------- | ---------- | --------------- |
| Médaille d'or      | Adam Peterman                | États-Unis | 7 h 15 min 53 s |
| Médaille d'argent  | Nicolas Martin               | France     | 7 h 28 min 44 s |
| Médaille de bronze | Andreas Reiterer             | Italie     | 7 h 36 min 50 s |
| 4                  | José Ángel Fernández Jiménez | Espagne    | 7 h 39 min 19 s |
| 5                  | Aritz Egea Cáceres           | Espagne    | 7 h 48 min 42 s |
| 6                  | Thibaut Garrivier            | France     | 7 h 50 min 12 s |
| 7                  | Eric Lipuma                  | États-Unis | 7 h 52 min 13 s |
| 8                  | Peter Fraňo                  | Slovaquie  | 7 h 53 min 6 s  |

| Rang               | Athlète               | Pays      | Temps           |
| ------------------ | --------------------- | --------- | --------------- |
| Médaille d'or      | Blandine L'Hirondel   | France    | 8 h 22 min 44 s |
| Médaille d'argent  | Ida Nilsson           | Suède     | 8 h 34 min 59 s |
| Médaille de bronze | Gemma Arenas Alcázar  | Espagne   | 8 h 47 min 27 s |
| 4                  | Eszter Cillag         | Hongrie   | 8 h 49 min 24 s |
| 5                  | Rosanna Buchauer      | Allemagne | 8 h 50 min 54 s |
| 6                  | Audrey Tanguy         | France    | 8 h 51 min 57 s |
| 7                  | Marion Delespierre    | France    | 8 h 51 min 57 s |
| 8                  | Maite Maiora Elizondo | Espagne   | 8 h 56 min 40 s |

##### Courses par équipes
| Rang               | Pays | Temps            |
| ------------------ | --- | ---------------- |
| Médaille d'or      | États-Unis Adam Peterman (7 h 15 min 53 s) Eric Lipuma (7 h 52 min 13 s) Jeff Colt (7 h 58 min 23 s) Adam Merry (9 h 2 min 42 s)                                                                                   | 23 h 6 min 29 s  |
| Médaille d'argent  | France Nicolas Martin (7 h 28 min 44 s) Thibaut Garrivier (7 h 50 min 12 s) Paul Mathou (7 h 53 min 47 s) Martin Kern (7 h 59 min 53 s) Ludovic Pommeret (8 h 16 min 50 s) Arthur Joyeux-Bouillon (8 h 26 min 7 s) | 23 h 12 min 43 s |
| Médaille de bronze | Espagne José Ángel Fernández Jiménez (7 h 39 min 19 s) Aritz Egea Cáceres (7 h 48 min 42 s) Marcos Ramos González (8 h 14 min 55 s) Borja Fernández Fernández (8 h 47 min 36 s)                                    | 23 h 42 min 56 s |

| Rang               | Pays | Temps            |
| ------------------ | --- | ---------------- |
| Médaille d'or      | France Blandine L'Hirondel (8 h 22 min 14 s) Audrey Tanguy (8 h 51 min 57 s) Marion Delespierre (8 h 51 min 57 s) Jocelyne Pauly (9 h 14 min 20 s) Manon Bohard Cailler (9 h 23 min 24 s) Laure Paradan (9 h 25 min 30 s) | 26 h 6 min 8 s   |
| Médaille d'argent  | Espagne Gemma Arenas Alcázar (8 h 46 min 27 s) Maite Maiora Elizondo (8 h 56 min 40 s) Marta Molist Codina (9 h 10 min 13 s) Mónica Vives Vila (9 h 36 min 6 s) Azara García de los Salmones Marcano (10 h 18 min 24 s)   | 26 h 53 min 20 s |
| Médaille de bronze | Italie Giuditta Turini (9 h 0 min 5 s) Camilla Spagnol (9 h 30 min 52 s) Alessandra Boifava (9 h 35 min 11 s) | 28 h 6 min 8 s   |

### Juniors

#### Montée et descente
L'épreuve junior de course en montagne en montée et descente se déroule sur un parcours de 6,4 km avec 224 m de dénivelé positif et négatif. Les coureurs ougandais dominent la course et s'approprient les quatre premières places. Leonard Chemutai remporte le titre devant Caleb Arap Musobo Tungwet et Denis Kiplangat. Ils s'imposent logiquement au classement par équipes. La France et le Royaume-Uni complètent le podium.
La Britannique Rebecca Flaherty prend les commandes de la course féminine devant ses coéquipières Jessica Bailey et Ellen Weir. Jessica Bailey tire avantage de la descente pour doubler Rebecca Flaherty et remporter le titre devant cette dernière. L'Italienne Axelle Vicari effectue une bonne fin de course pour s'emparer de la médaille de bronze devant Ellen Weir. Les Britanniques remportent aisément le classement par équipes devant l'Italie et la France.

##### Courses individuelles
| Rang               | Athlète                   | Pays        | Temps       |
| ------------------ | ------------------------- | ----------- | ----------- |
| Médaille d'or      | Leonard Chemutai          | Ouganda     | 21 min 7 s  |
| Médaille d'argent  | Caleb Arap Musobo Tungwet | Ouganda     | 21 min 44 s |
| Médaille de bronze | Denis Kiplangat           | Ouganda     | 22 min 18 s |
| 4                  | Silas Rotich              | Ouganda     | 23 min 1 s  |
| 5                  | Finlay Grant              | Royaume-Uni | 23 min 26 s |
| 6                  | Fabian Jimenez            | Espagne     | 23 min 28 s |
| 7=                 | Baptiste Cartieaux        | France      | 23 min 29 s |
| 7=                 | Michael Maiorano          | États-Unis  | 23 min 29 s |

| Rang               | Athlète            | Pays        | Temps       |
| ------------------ | ------------------ | ----------- | ----------- |
| Médaille d'or      | Jessica Bailey     | Royaume-Uni | 26 min 27 s |
| Médaille d'argent  | Rebecca Flaherty   | Royaume-Uni | 27 min 45 s |
| Médaille de bronze | Axelle Vicari      | Italie      | 28 min 21 s |
| 4                  | Ellen Weir         | Royaume-Uni | 28 min 28 s |
| 5=                 | Anna Hofer         | Italie      | 28 min 32 s |
| 5=                 | Oakley Olson       | États-Unis  | 28 min 32 s |
| 7                  | Lili Anne Beck     | France      | 28 min 59 s |
| 8                  | Pauline Trocellier | France      | 29 min 13 s |

##### Courses par équipes
| Rang               | Pays                                                                                                 | Points |
| ------------------ | --- | ------ |
| Médaille d'or      | Ouganda Leonard Chemutai (1er) Caleb Arap Musobo Tungwet (2e) Denis Kiplangat (3e) Silas Rotich (4e) | 6      |
| Médaille d'argent  | France Baptiste Cartieaux (7e=) Pierre Boudy (11e) Mélaine Le Palabe (15e) Antonin Thérond (20e)     | 33.5   |
| Médaille de bronze | Royaume-Uni Finlay Grant (5e) Fraser Gilmour (10e) William Longden (19e) Edward Corden (26e)         | 34     |

| Rang               | Pays                                                                                       | Points |
| ------------------ | ------------------------------------------------------------------------------------------ | ------ |
| Médaille d'or      | Royaume-Uni Jessica Bailey (1re) Rebecca Flaherty (2e) Ellen Weir (4e) Emily Gibbins (18e) | 7      |
| Médaille d'argent  | Italie Axelle Vicari (3e) Anna Hofer (5e=) Emily Vucemillo (10e) Matilde Bonino (21e)      | 18.5   |
| Médaille de bronze | France Lili Anne Beck (7e) Pauline Trocellier (9e) Nélie Clément (14e) Fannie Sapet (16e)  | 29     |

## Tableau des médailles
- Pays organisateur

| Rang  | Nation      | Or | Argent | Bronze | Total |
| ----- | ----------- | -- | ------ | ------ | ----- |
| 1     | Ouganda     | 5  | 2      | 2      | 9     |
| 2     | États-Unis  | 4  | 1      | 2      | 7     |
| 3     | France      | 2  | 4      | 1      | 7     |
| 4     | Royaume-Uni | 2  | 3      | 4      | 9     |
| 5     | Italie      | 2  | 2      | 4      | 8     |
| 6     | Espagne     | 1  | 2      | 4      | 7     |
| 7     | Kenya       | 1  | 2      | 0      | 3     |
| 8     | Suisse      | 1  | 1      | 2      | 4     |
| 9     | Norvège     | 1  | 0      | 0      | 1     |
| 9     | Roumanie    | 1  | 0      | 0      | 1     |
| 11    | Suède       | 0  | 1      | 1      | 2     |
| 12    | Autriche    | 0  | 1      | 0      | 1     |
| 12    | Tchéquie    | 0  | 1      | 0      | 1     |
| Total | Total       | 20 | 20     | 20     | 60    |